# Нептунат(VI) тетранатрия
Нептунат(VI) тетранатрия — неорганическое соединение,
комплексный оксид нептуния и натрия
с формулой Na4NpO5,
кристаллы.

## Физические свойства
Нептунат(VI) тетранатрия образует кристаллы нескольких кристаллических модификаций:
- α-Na4NpO5, кубическая сингония, пространственная группа F m3m, параметры ячейки a = 0,4739 нм, Z = 1;
- β-Na4NpO5, тетрагональная сингония, пространственная группа I 4/m, параметры ячейки a = 0,7515 нм, c = 0,4597 нм, Z = 2.